# Nakayama Mubu
Mubu Nakayama (sinh ngày 28 tháng 9 năm 1978) là một cầu thủ bóng đá người Nhật Bản.

## Sự nghiệp câu lạc bộ
Mubu Nakayama đã từng chơi cho Montedio Yamagata.